# AronChupa
Aron Michael Ekberg, známější pod jménem AronChupa (* 30. března 1991, Borås, Švédsko), je švédský zpěvák, skladatel, DJ, producent, profesionální fotbalista a majitel nahrávací společnosti. Je členem elektro-hip hopové skupiny Albatraoz, která vznikla v roce 2012 a je také členem fotbalového klubu Byttorps IF.

## Kariéra
Svou kariéru začal jako fotbalista ve švédské čtvrté divizi fotbalového klubu Byttorps IF. V klubu se setkal s Mansem Harvidssonem, Nicklasem Savolainenem, Andreasem Reinholdssonem a Rasmusem Sahlbergem s kterými v roce 2012 založil skupinu Albatraoz. Brzy na to podepsal smlouvu se Sony Music. Dne 2. srpna 2013 vydala skupina Albatraoz svůj debutový stejnojmenný singl. Píseň dosáhla třicáté šesté příčky na švédském Singles Chart a udržela se tam devatenáct týdnů.
Dne 8. srpna 2014 vydal svůj debutový sólový singl s vokály své sestry Nory Ekbergové. Píseň byla původně ve stylu hip hop, ale vybrána byla druhá verze s electronickými beaty.[zdroj⁠?!]